# John Gibson
John Gibson (14. července 1993, Pittsburgh, Pensylvánie, USA) je americký profesionální hokejový brankář, který v současné době hraje za tým Detroit Red Wings v NHL.

## Životopis
Narodil se dne 14. července 1993 v Pittsburghu ve státě Pensylvánii v USA. Vzdělával se ve škole Baldwin High School.
Dne 24. července 2011 byl Gibson draftován ve druhém kole, celkově na 39. pozici, týmem Anaheim Ducks. Ještě před výběrem se zavázal v sezóně 2011/2012 hrát za Vysokoškolský tým Michiganské univerzity. V červenci však se však se souhlasem Michiganu rozhodl nastoupit za tým Kitchener Rangers z Ontárijské hokejové ligy. Zde v první sezóně odehrál 32 zápasů s průměrem gólů na zápas 2,75.
V sezoně 2012/13 v jednom zápase nastoupil také za Norfolk Admirals z americké hokejové ligy. V následující sezóně zde již odehrál 45 zápasů. Ve třech zápasech také již nastoupil za Anaheim Ducks v zápasech NHL.
Od sezony 2014/15 pravidelně nastupuje v NHL.
Na konci června 2025 byl vyměněn do týmu Detroit Red Wings za českého brankáře Petra Mrázka a dvě volby v draftu.

## Reprezentace
John Gibson reprezentoval Spojené státy americké na mistrovství světa do 18 let v roce 2011, kde vybojovali zlaté medaile. Na tomto turnaji dosáhl Gibson v odehraných 358 minutách a 52 vteřinách procentuální úspěšnost 92,59. Byl vyhlášen nejlepším brankářem turnaje. V dalším roce byl nominován na mistrovství světa juniorů v roce 2012, kde se tým Spojených států umístil na 7. místě. Na následujícím mistrovství světa juniorů se opět dostal do výběru USA. Na tomto turnaji se opět prosadil a s 95,54 % úspěšných zásahů se stal nejúspěšnějším brankářem turnaje. Americký reprezentační tým zde získal zlaté medaile. Ve stejný rok byl nominován také na mistrovství světa, kde odehrál pět zápasů s 95,12 % úspěšných zásahů. S americkým výběrem zde získal bronzové medaile.

## Ocenění a úspěchy
- 2010 WHC-17 – Nejnižší průměr inkasovaných branek
- 2010 WHC-17 – Nejúspěšnější brankář
- 2011 MS-18 – Nejlepší brankář
- 2011 MS-18 – Top tří nejlepších hráčů v týmu
- 2011 Dave Peterson Award
- 2012 OHL – Nejúspěšnější brankář
- 2012 OHL – Třetí All-Star Tým
- 2013 OHL – Druhý All-Star Tým
- 2013 MSJ – All-Star Tým
- 2013 MSJ – Nejnižší průměr inkasovaných branek
- 2013 MSJ – Nejlepší brankář
- 2013 MSJ – Nejúspěšnější brankář
- 2013 MSJ – Nejužitečnější hráč
- 2013 MSJ – Top tří nejlepších hráčů v týmu
- 2014 AHL – Nejlepší brankář října 2013
- 2016 NHL – All-Rookie Team
- 2016 NHL – All-Star Game
- 2016 NHL – William M. Jennings Trophy
- 2016 NHL – Nováček října 2015
- 2019 NHL – All-Star Game
- 2022 NHL – All-Star Game

## Prvenství
- Debut v NHL - 7. dubna 2014 (Vancouver Canucks proti Anaheim Ducks)
- První čisté konto v NHL - 7. dubna 2014 (Vancouver Canucks proti Anaheim Ducks)
- První inkasovaný gól v NHL - 4. dubna 2014 (Anaheim Ducks proti San Jose Sharks, kanadským obráncem Jason Demers)

## Statistiky

### Základní části
| Sezona       | Tým               | Liga         | Z   | V   | P   | R/Pvp | MIN    | OG    | ČK | POG  | %ChS |
| ------------ | ----------------- | ------------ | --- | --- | --- | ----- | ------ | ----- | -- | ---- | ---- |
| 2009–10      | US NTDP           | USHL         | 18  | 7   | 9   | 0     | 1023   | 63    | 0  | 3.69 | .905 |
| 2010–11      | US NTDP           | USHL         | 17  | 9   | 4   | 3     | 983    | 39    | 1  | 2.38 | .926 |
| 2011–12      | Kitchener Rangers | OHL          | 32  | 21  | 10  | 0     | 1897   | 87    | 1  | 2.75 | .928 |
| 2012–13      | Kitchener Rangers | OHL          | 27  | 17  | 9   | 1     | 1615   | 65    | 1  | 2.41 | .928 |
| 2012–13      | Norfolk Admirals  | AHL          | 1   | 0   | 0   | 0     | 40     | 3     | 0  | 4.50 | .857 |
| 2013–14      | Norfolk Admirals  | AHL          | 45  | 21  | 17  | 4     | 2587   | 101   | 5  | 2.34 | .919 |
| 2013–14      | Anaheim Ducks     | NHL          | 3   | 3   | 0   | 0     | 181    | 4     | 1  | 1.33 | .954 |
| 2014–15      | Anaheim Ducks     | NHL          | 23  | 13  | 8   | 0     | 1340   | 58    | 1  | 2.60 | .914 |
| 2014–15      | Norfolk Admirals  | AHL          | 11  | 6   | 3   | 2     | 665    | 23    | 1  | 2.07 | .935 |
| 2015–16      | San Diego Gulls   | AHL          | 13  | 7   | 4   | 1     | 775    | 34    | 1  | 2.63 | .917 |
| 2015–16      | Anaheim Ducks     | NHL          | 40  | 21  | 13  | 3     | 2276   | 79    | 4  | 2.07 | .920 |
| 2016–17      | Anaheim Ducks     | NHL          | 52  | 25  | 16  | 9     | 2951   | 109   | 6  | 2.22 | .924 |
| 2017–18      | Anaheim Ducks     | NHL          | 60  | 31  | 18  | 7     | 3429   | 139   | 4  | 2.43 | .926 |
| 2018–19      | Anaheim Ducks     | NHL          | 58  | 26  | 22  | 8     | 3234   | 153   | 2  | 2.84 | .917 |
| 2019–20      | Anaheim Ducks     | NHL          | 51  | 20  | 26  | 5     | 2982   | 149   | 1  | 3.00 | .904 |
| 2020–21      | Anaheim Ducks     | NHL          | 35  | 9   | 19  | 7     | 2031   | 101   | 3  | 2.98 | .903 |
| 2021–22      | Anaheim Ducks     | NHL          | 56  | 18  | 26  | 11    | 3236   | 172   | 1  | 3.19 | .904 |
| 2022–23      | Anaheim Ducks     | NHL          | 53  | 14  | 31  | 8     | 3005   | 200   | 1  | 3.99 | .899 |
| 2023–24      | Anaheim Ducks     | NHL          | 46  | 13  | 27  | 2     | 2561   | 151   | 0  | 3.54 | .888 |
| 2024–25      | Anaheim Ducks     | NHL          | 29  | 11  | 11  | 2     | 1562   | 71    | 0  | 2.73 | .912 |
| Celkem v NHL | Celkem v NHL      | Celkem v NHL | 506 | 204 | 217 | 63    | 28,803 | 1,386 | 24 | 2.89 | .910 |

### Play-off
| Sezona       | Tým               | Liga         | Z  | V  | P  | MIN   | OG | ČK | POG  | %ChS |
| ------------ | ----------------- | ------------ | -- | -- | -- | ----- | -- | -- | ---- | ---- |
| 2011–12      | Kitchener Rangers | OHL          | 16 | 8  | 7  | 898   | 40 | 1  | 2.67 | .938 |
| 2012–13      | Kitchener Rangers | OHL          | 10 | 5  | 5  | 609   | 22 | 1  | 2.17 | .946 |
| 2013–14      | Norfolk Admirals  | AHL          | 6  | 4  | 2  | 373   | 9  | 1  | 1.45 | .955 |
| 2013–14      | Anaheim Ducks     | NHL          | 4  | 2  | 2  | 200   | 9  | 1  | 2.69 | .919 |
| 2015–16      | Anaheim Ducks     | NHL          | 2  | 0  | 2  | 117   | 6  | 0  | 3.08 | .900 |
| 2016–17      | Anaheim Ducks     | NHL          | 16 | 9  | 5  | 879   | 38 | 0  | 2.59 | .918 |
| 2017–18      | Anaheim Ducks     | NHL          | 4  | 0  | 4  | 217   | 13 | 0  | 3.59 | .889 |
| Celkem v NHL | Celkem v NHL      | Celkem v NHL | 26 | 11 | 13 | 1,413 | 66 | 1  | 2.80 | .912 |

### Reprezentace
| Rok                       | Tým                       | Soutěž                    | Z | V | P | R | MIN | OG | ČK | POG  | %ChS |
| ------------------------- | ------------------------- | ------------------------- | - | - | - | - | --- | -- | -- | ---- | ---- |
| 2012                      | USA 20                    | MSJ                       | 1 | 0 | 1 | 0 | 60  | 4  | 0  | 4.00 | .852 |
| 2013                      | USA 20                    | MSJ                       | 7 | 5 | 2 | 0 | 398 | 9  | 1  | 1.36 | .955 |
| 2013                      | USA                       | MS                        | 5 | 3 | 1 | 0 | 308 | 8  | 1  | 1.56 | .951 |
| 2016                      | Tým Severní Amerika       | SP                        | 2 | 1 | 0 | 0 | 86  | 3  | 0  | 2.09 | .932 |
| Juniorská kariéra celkově | Juniorská kariéra celkově | Juniorská kariéra celkově | 8 | 5 | 3 | 0 | 458 | 13 | 1  | 1.70 | .943 |
| Seniorská kariéra celkově | Seniorská kariéra celkově | Seniorská kariéra celkově | 7 | 4 | 1 | 0 | 394 | 11 | 1  | 1.56 | .951 |